# GRU
Glavni obveščevalni direktorat (rusko Главное Разведывательное Управление, latinizirano Glavnoje Razvedivatelnoje upravljenje; bolj poznan po kratici GRU) je ruska obveščevalna služba. Ustanovljen je bil leta 1918 in je deloval med drugim na Kubi in v državah vzhodnega bloka, predvsem v Latviji, Litvi in Estoniji.
GRU je deloval neodvisno od ostalih organizacij v Sovjetski zvezi, kot npr. KGB. Med njima je vseeno potekalo rivalstvo.
Obstoj organizacije je bil v prejšnjem sistemu skrit in malo omenjan. Šele med perestrojko in kasneje po razpadu Sovjetske zveze so na dan začele prihajati prve informacije o obstoju. Danes je GRU še vedno ena glavnih ruskih obveščevalnih služb, še posebej zato, ker je nikoli niso razdelili na več organizacij.